# Блумберг, Маргарета
Маргарета Блумберг (швед. Margareta Blomberg, полное имя Karin Maria Margareta Blomberg, в замужестве Isacsson; род. 1943) — шведская художница.

## Биография
Родилась 11 марта 1943 года в приходе Rö муниципалитета Norrtälje стокгольмского округа. Дочь Карла-Георга Блумберга (Carl-Georg Blomberg) и его жены, художницы Карин Норд (Carin Nord). 
Получила образование в стокгольмском колледже декоративно-прикладного искусства и дизайна Konstfack в 1959—1961 годах, а также в стокгольмской художественной школе Gerlesborgsskolan и во Франции в 1962—1967 годах. Также в 1962—1963 годах обучалась в шведской Королевской академии свободных искусств. 
В 1966 году вышла замуж за шведского писателя и художника Арне Исакссона (1917—2010), создателя художественной школы Gerlesborgsskolan в 1944 году. Вместе с мужем участвовала в работе школы.
Маргарета Блумберг много выставлялась, провела большое количество персональных выставок. Работы художницы представлены в ряде общественных мест Швеции: в Государственном художественном совете, в больницах Сальберга и Уддеваллы, в здании канцелярии окружного совета в Венерсборге.